# Hyalomantis madagascariensis
Hyalomantis madagascariensis är en bönsyrseart som beskrevs av Henri Saussure 1870. Hyalomantis madagascariensis ingår i släktet Hyalomantis och familjen Iridopterygidae. Inga underarter finns listade i Catalogue of Life.